# Indravarman IV
Indravarman IV (... – 986) nel 982 prese il posto di Parameśvaravarman come re del Champa, in seguito alla sua uccisione e alla distruzione della capitale causata dall'attacco del re Lê Đại Hành del Đại Cồ Việt.
Morì quattro anni dopo e il trono venne usurpato da Lu'u Ky-tong.